# Campionato nordamericano femminile di pallavolo
Il campionato nordamericano femminile di pallavolo è una competizione pallavolistica per squadre nazionali nordamericane, organizzata con cadenza biennale dalla NORCECA.

## Edizioni
| Edizione      | Edizione                                 | Podio                | Podio                | Podio                |
| Anno          | Organizzatore                            | Campione             | Seconda              | Terza                |
| ------------- | ---------------------------------------- | -------------------- | -------------------- | -------------------- |
| 1969 Dettagli | Messico                                  | Messico              | Cuba                 | Stati Uniti          |
| 1971 Dettagli | Cuba                                     | Messico              | Cuba                 | Antille Olandesi     |
| 1973 Dettagli | Messico                                  | Cuba                 | Canada               | Stati Uniti          |
| 1975 Dettagli | Stati Uniti                              | Cuba                 | Stati Uniti          | Messico              |
| 1977 Dettagli | Rep. Dominicana                          | Cuba                 | Stati Uniti          | Canada               |
| 1979 Dettagli | Cuba                                     | Cuba                 | Stati Uniti          | Messico              |
| 1981 Dettagli | Messico                                  | Stati Uniti          | Cuba                 | Messico              |
| 1983 Dettagli | Stati Uniti                              | Stati Uniti          | Cuba                 | Canada               |
| 1985 Dettagli | Rep. Dominicana                          | Cuba                 | Stati Uniti          | Canada               |
| 1987 Dettagli | Cuba                                     | Cuba                 | Stati Uniti          | Canada               |
| 1989 Dettagli | Porto Rico                               | Cuba                 | Canada               | Stati Uniti          |
| 1991 Dettagli | Canada                                   | Cuba                 | Stati Uniti          | Canada               |
| 1993 Dettagli | Stati Uniti                              | Cuba                 | Stati Uniti          | Canada               |
| 1995 Dettagli | Rep. Dominicana                          | Cuba                 | Stati Uniti          | Canada               |
| 1997 Dettagli | Porto Rico                               | Cuba                 | Stati Uniti          | Rep. Dominicana      |
| 1999 Dettagli | Messico                                  | Cuba                 | Stati Uniti          | Canada               |
| 2001 Dettagli | Rep. Dominicana                          | Stati Uniti          | Cuba                 | Rep. Dominicana      |
| 2003 Dettagli | Rep. Dominicana                          | Stati Uniti          | Cuba                 | Rep. Dominicana      |
| 2005 Dettagli | Trinidad e Tobago                        | Stati Uniti          | Cuba                 | Rep. Dominicana      |
| 2007 Dettagli | Canada                                   | Cuba                 | Stati Uniti          | Rep. Dominicana      |
| 2009 Dettagli | Porto Rico                               | Rep. Dominicana      | Porto Rico           | Cuba                 |
| 2011 Dettagli | Porto Rico                               | Stati Uniti          | Rep. Dominicana      | Cuba                 |
| 2013 Dettagli | Stati Uniti                              | Stati Uniti          | Rep. Dominicana      | Porto Rico           |
| 2015 Dettagli | Messico                                  | Stati Uniti          | Rep. Dominicana      | Porto Rico           |
| 2017 Dettagli | Canada Rep. Dominicana Trinidad e Tobago | Titolo non assegnato | Titolo non assegnato | Titolo non assegnato |
| 2019 Dettagli | Porto Rico                               | Rep. Dominicana      | Stati Uniti          | Canada               |
| 2021 Dettagli | Messico                                  | Rep. Dominicana      | Porto Rico           | Canada               |
| 2023 Dettagli | Canada                                   | Rep. Dominicana      | Stati Uniti          | Canada               |

## Medagliere
| Pos. | Squadra          | 1º posto | 2º posto | 3º posto | Totale |
| ---- | ---------------- | -------- | -------- | -------- | ------ |
| 1    | Cuba             | 13       | 7        | 2        | 22     |
| 2    | Stati Uniti      | 8        | 13       | 3        | 24     |
| 3    | Rep. Dominicana  | 4        | 3        | 5        | 12     |
| 4    | Messico          | 2        | -        | 3        | 5      |
| 5    | Canada           | -        | 2        | 11       | 13     |
| 6    | Porto Rico       | -        | 2        | 2        | 4      |
| 7    | Antille Olandesi | -        | -        | 1        | 1      |